# Pablo Laso Biurrún
Pablo Laso Biurrún (Vitòria, 13 d'octubre de 1967) és un exjugador i entrenador de bàsquet espanyol. En el moment de la seva retirada com a jugador en actiu, era el jugador amb més assistències i robatoris en la història de la Lliga ACB, a més d'un dels 10 jugadors amb més partits disputats. Des del 2011 fins al 2022 fou l'entrenador de la secció de bàsquet del Real Madrid. Des del 28 de juny de 2024 és l'entrenador del Baskonia.